# Laugenspitze
Die Laugenspitze (italienisch Monte Luco oder Monte Lucco) ist mit 2434 m s.l.m. der höchste Berg der Nonsberggruppe in Südtirol. Ihr markanter Doppelgipfel besteht aus dem Großen Laugen und dem Kleinen Laugen.

## Lage und Umgebung
Die Laugenspitze liegt zwischen dem Deutschnonsberg und Ulten im Norden der Nonsberggruppe, südwestlich des Etschtals. Aufgrund der nahen Lage zu den südwestlich jenseits des 1785 m hohen Hofmahdjochs gelegenen Ortler-Alpen wird sie in der Alpinliteratur jedoch zuweilen auch im Zuge dieses Gebirges abgehandelt.
Im Westen liegt das Marauntal, ein Seitental des Ultentals. Im Nordosten liegt, vom Großen Laugen (Monte Luco Grande) durch den kleinen Laugensee (Lago di Luco) getrennt, der 2297 m hohe Kleine Laugen (Monte Luco Piccolo, 46° 32′ N, 11° 6′ O). Im Osten liegt der 1518 m hohe Gampenpass, der das südlich gelegene Unsere Liebe Frau im Walde-St. Felix (Senale-San Felice) mit dem Etschtal verbindet. Nur etwa 500 m südwestlich des Gipfels verläuft die Grenze zum Trentino.
An den Hängen der Laugenspitze liegen mehrere Almen, so beispielsweise die Laugenalm (1853 m) im Südosten, die Obere Walschalm (Malga Pradont, 1905 m) im Südwesten und die Laugneralm (1748 m) im Westen.

## Geologie
Die beiden Laugenspitzen sind die Reste eines Vulkans, der vor über 250 Millionen Jahren entstanden ist und im Zusammenhang mit der Etschtaler Vulkanit-Gruppe steht. Die Laugenspitze ist größtenteils aus Porphyr aufgebaut. Die Geomorphologie des Berges zeigt deutlich glaziale Formen wie von den Eiszeitgletschern glattgeschliffene Felsrücken.

## Alpinismus
Die Laugenspitze ist durch mehrere markierte Wanderwege erschlossen. Der leichteste dieser Wege führt über den sanften Südgrat, er kann von Mitterbad im Marauntal, vom Hofmahdjoch oder auch vom Gampenpass erreicht werden. Etwas steiler und häufiger begangen ist der Weg über den felsigen Südostgrat, der vom Gampenpass oder von Platzers, einer Fraktion von Tisens, aus zugänglich ist. Dieser Anstieg kann im Frühjahr auch als Skitour begangen werden. Ein weiterer Steig führt von Norden (Buchen im Marauntal) und zuletzt über den Nordostgrat zum Gipfel.
Die Laugenspitze gilt als beliebter Aussichtsberg, so bietet sich ein beeindruckendes Panorama auf die Texelgruppe im Norden und die Ortler-Alpen im Westen. Auch die Dolomiten sowie die Brenta- und die Presanellagruppe sind von hier aus zu sehen.

## Geschichte

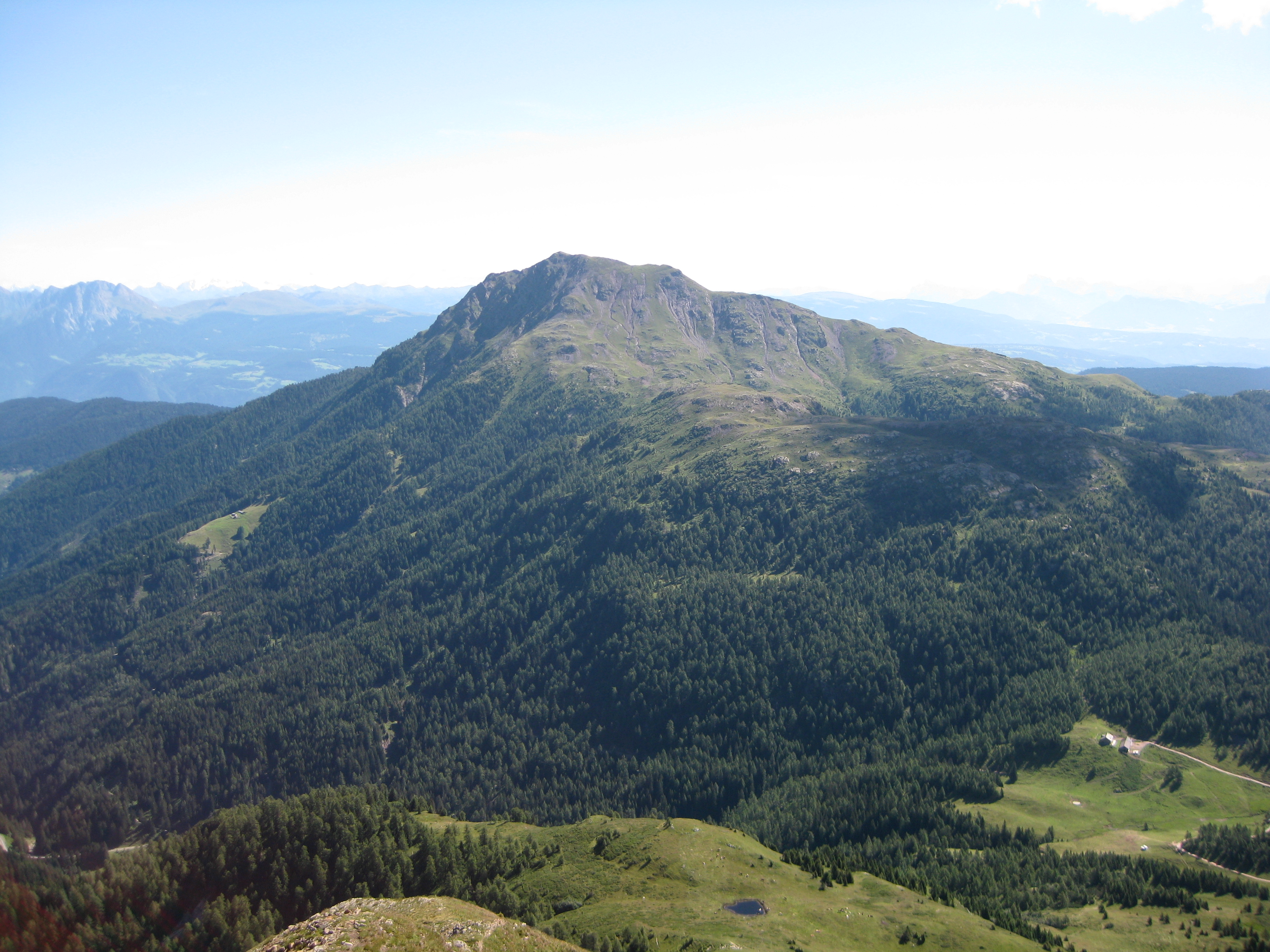
Der Große Laugen und davor das Hofmahdjoch vom südwestlich gelegenen Kleinen Kornigl aus gesehen

Durch ihre exponierte Lage gilt die Laugenspitze als besonders gewitteranfällig, was auch in zahlreichen Sagen zum Ausdruck kommt. So galt sie in der einheimischen Bevölkerung als Sitz von Wetterhexen.
Die erste bekannte Besteigung der Laugenspitze gelang am 24. August 1552 den örtlichen Adligen Jakob von Boymont zu Payrsberg, Regina von Brandis und deren Tochter Katharina Botsch. Dies gilt als eine der ersten dokumentierten Besteigungen eines Berges überhaupt, insbesondere aber als die erste bekannte Frauenbesteigung in der Geschichte des Alpinismus.
1875 errichtete die Sektion Meran des Deutschen und Oesterreichischen Alpenvereins eine einfache Schutzhütte aus Holz auf 2380 m Höhe. Die Laugenhütte verfügte über 6 Schlafplätze und war mit Tischen und Bänken ausgestattet. Nachdem die Hütte 1905 aufgegeben wurde, verfiel sie langsam.
1901 erklomm Thomas Mann die Laugenspitze anlässlich seines Kuraufenthaltes in Mitterbad und hinterließ folgendes Gedicht: „… Oft stiegen auf die Berge wir – zum Wohle unserer Lungen. Die Laugenspitze erklommen wir da – mit dem Doctor von Hartungen …“
2007 wurde auf der Laugenspitze die Gipfelbibliothek Südtirol Laugen – ein alpines Bookcrossing-Projekt – initiiert.

## Landwirtschaft
Die Laugenspitze hat einer Untergruppe des Südtiroler Grauviehs seinen Namen verliehen: Laugenrind.
Die Laugenrinder stammen von Bergbauernhöfen rund um die Laugenspitze. 
Es handelt sich um eine Zweinutzungsrasse.